# Блахув
Блахув (пол. Błachów, нім. Blachow) — село в Польщі, у гміні Добродзень Олеського повіту Опольського воєводства.
Населення — 226 осіб (2011).
У 1975-1998 роках село належало до Ченстоховського воєводства.

## Демографія
Демографічна структура станом на 31 березня 2011 року:
|          | Загалом | Допрацездатний вік | Працездатний вік | Постпрацездатний вік |
| -------- | ------- | ------------------ | ---------------- | -------------------- |
| Чоловіки | 103     | 23                 | 69               | 11                   |
| Жінки    | 123     | 21                 | 78               | 24                   |
| Разом    | 226     | 44                 | 147              | 35                   |